# Les Innocents (série télévisée)
Pour les articles homonymes, voir Les Innocents.
Production
Diffusion
Les Innocents est une mini-série télévisée franco-belge réalisée par Frédéric Berthe, diffusée pour la première fois en janvier 2018 sur la RTBF en Belgique et sur TF1 en France.
La série est une coproduction de Terence Films, TF1, Fontana et la RTBF.
C'est une adaptation de la série télévisée norvégienne Témoin sous silence (Øyevitne en norvégien), qui a déjà inspiré Eyewitness aux États-Unis et Valea Mută en Roumanie, mais elle présente des différences notables avec l'original, notamment dans son dénouement.

## Synopsis
Se croyant seuls en pleine montagne, Yann et Lucas, deux garçons qui se découvrent une attirance réciproque, sont témoins d'une tuerie mais décident de se taire de peur qu'on découvre leur relation. Ils se retrouvent traqués par l'assassin, alors que tous ceux qui permettraient de le démasquer sont éliminés froidement les uns après les autres. Hélène, la tante de Yann, mène l'enquête avec l'appui du mystérieux commissaire Berg. Au milieu de trafics de drogue, d'une guerre des polices et d'intrigues amoureuses, Hélène cherche à démêler l'énigme tout en protégeant sa propre famille.

## Distribution
Source : languedoc-roussillon-cinema.fr

### Acteurs principaux
- Odile Vuillemin : Hélène Siquelande, tante de Yann, capitaine de gendarmerie
- Tomer Sisley : Ronan Berg, commissaire divisionnaire, alias « Lancelot »
- Jules Houplain : Yann Desgrange
- Victor Meutelet : Lucas Moreau

#### Policiers du SRPJ de Perpignan
- Barbara Cabrita : Camille Berger
- Cyril Gueï : Marco Desroux

#### Famille de Yann
- Alexis Loret : Stéphane Siquelande, mari d'Hélène Siquelande et oncle de Yann
- Charlotte Valandrey : Anne Desgrange, mère de Yann

#### Famille de Lucas
- Stéphan Guérin-Tillié : Éric Moreau, père de Lucas
- Karine Texier : Leïla Moreau, mère de Lucas

#### Famille de Léna
- Olivier Marchal : Milo Ubieta, père de Léna
- Laura Renoncourt : Léna Ubieta
- Núria Lloansi : Monica Ubieta, mère de Léna

#### Famille de Camille
- Anne Serra : Sophie Berger, sœur de Camille
- Fabienne Bargelli : Michèle Berger, mère de Camille

#### Autres
- Zoé Marchal : Lily du lycée
- Francis Renaud : Big Ben
- Luc Antoni : Zubiondo

### Acteurs récurrents
- Arnaud Binard : procureur Vidal
- Charles Salvy : Martial Lorca
- Folco Marchi : Christophe « Chris » Mourier
- Grégory Nardella : Tony Romero

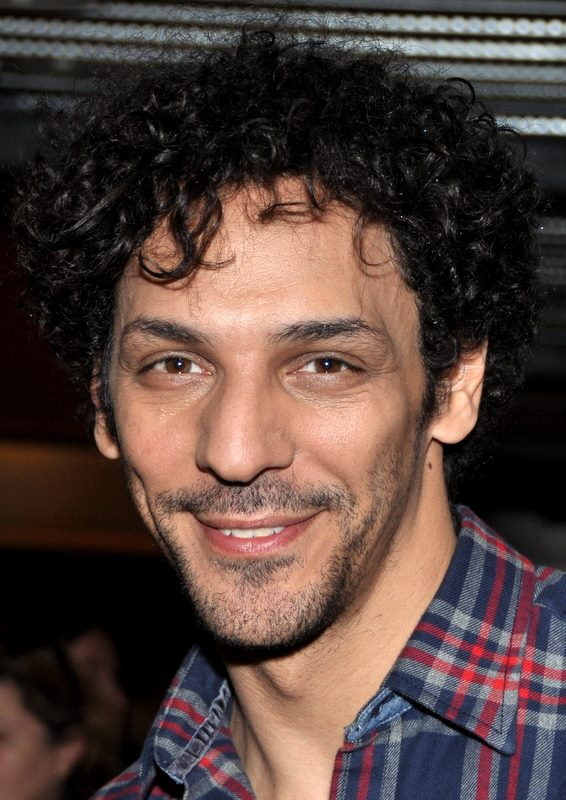
Tomer Sisley
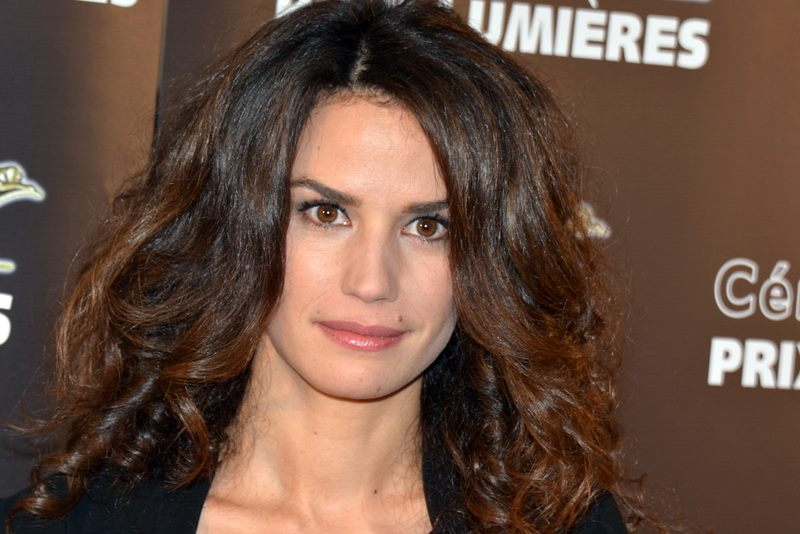
Barbara Cabrita
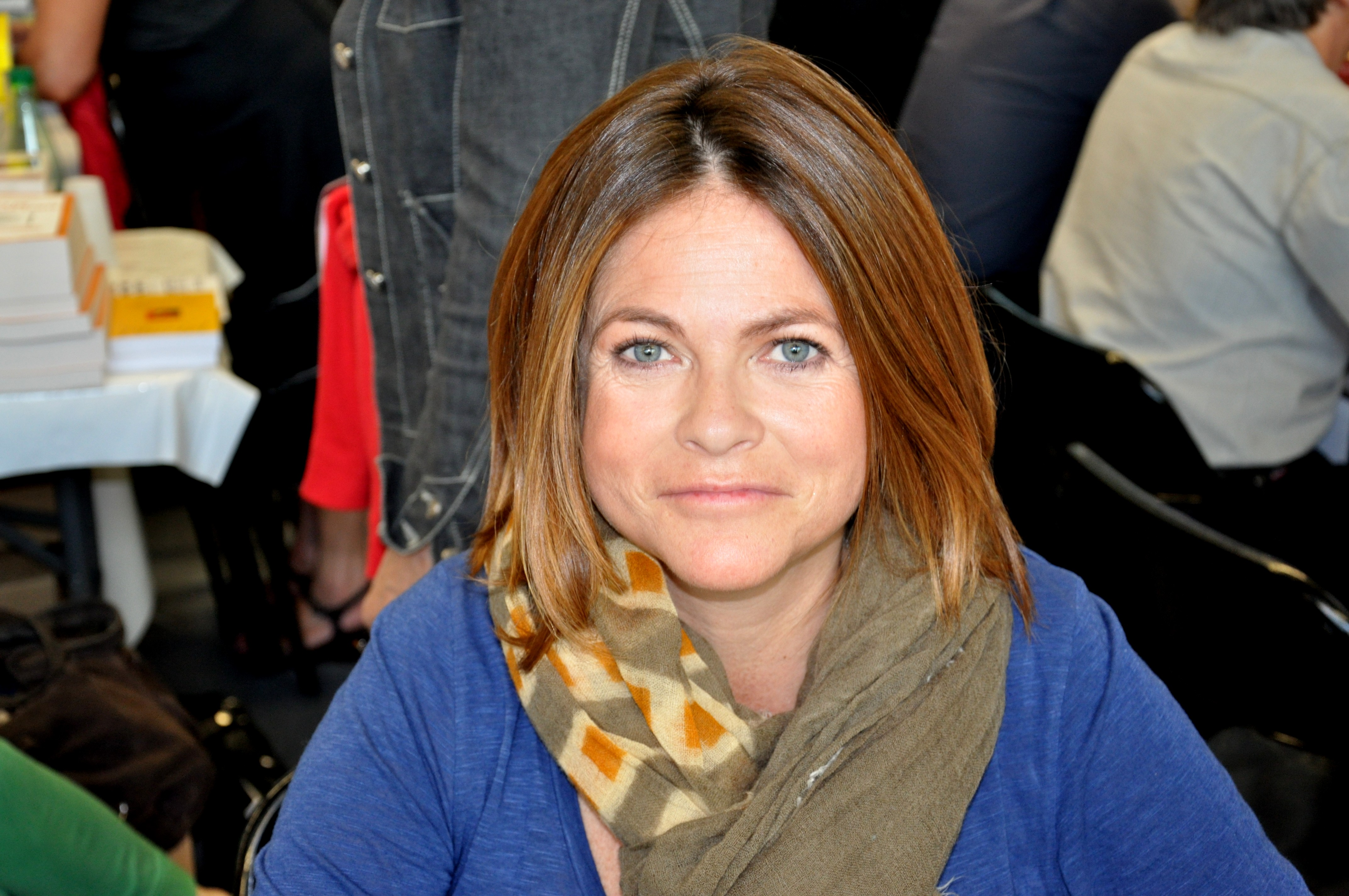
Charlotte Valandrey
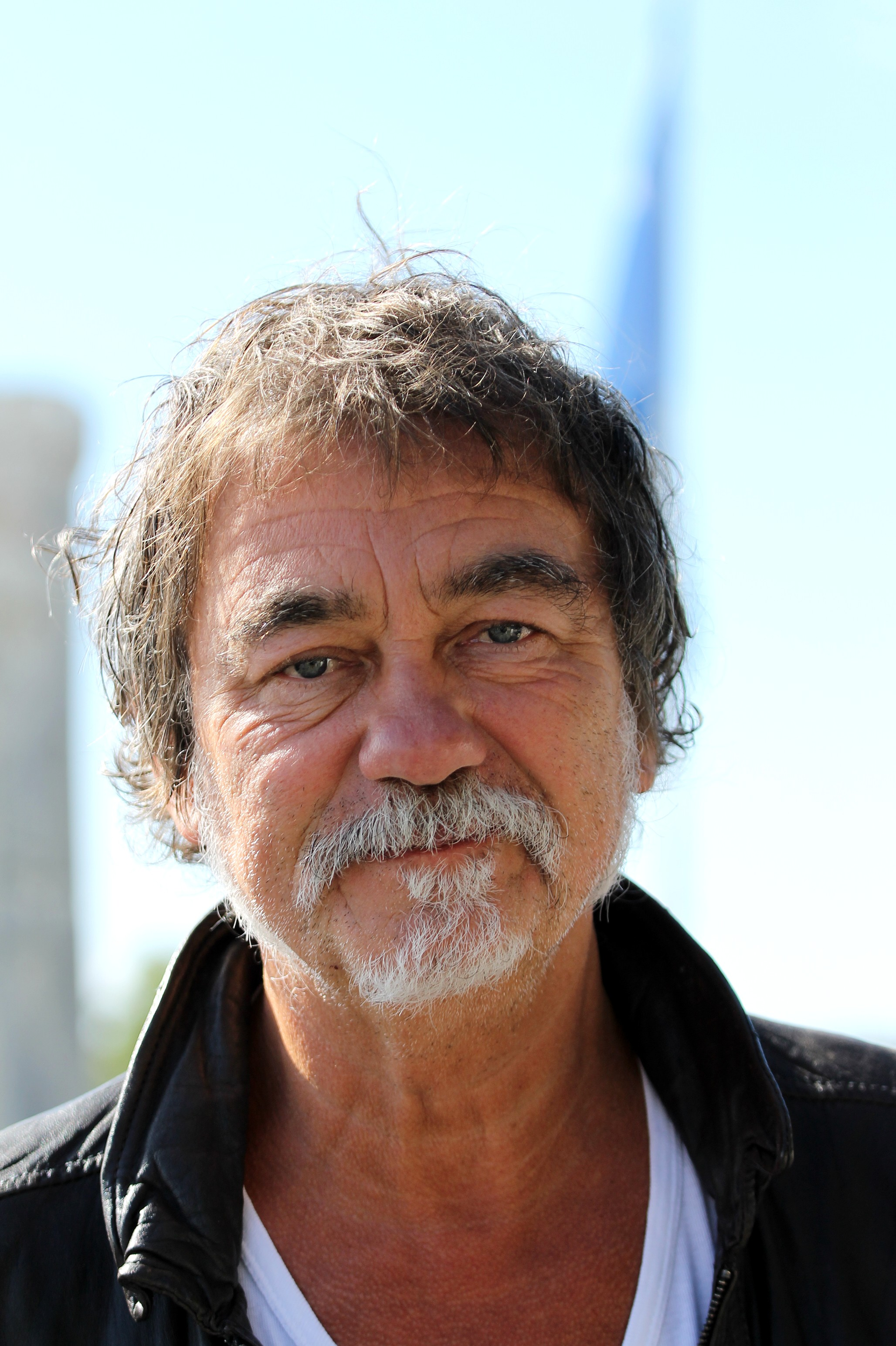
Olivier Marchal
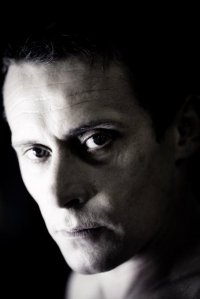
Francis Renaud
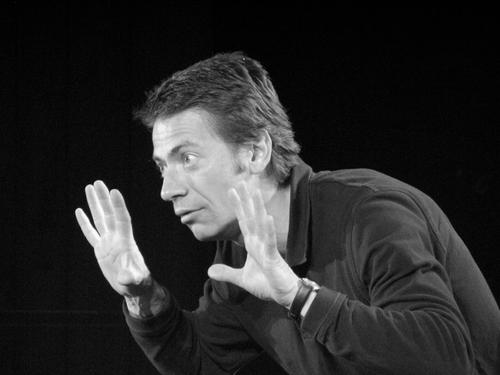
Luc Antoni

### Doublure
Dans le rôle de Lucas, compétiteur de VTT Trial, Victor Meutelet est doublé par le vététiste international Nicolas Vuillermot. Dans la série originale Témoin sous silence (Øyevitne), Henning est un fan de motocross.

## Production

### Développement
Odile Vuillemin, qui a incarné la psycho-criminologue Chloé Saint-Laurent pendant sept saisons dans la série Profilage, est cette fois une capitaine de gendarmerie et affronte l'humoriste Tomer Sisley, redoutable dans le rôle d'un prédateur sexuel et tueur en série.
Dans le rôle des deux adolescents, on retrouve Jules Houplain, qui avait déjà joué en 2016 dans Baisers cachés, dont l'intrigue portait également sur une relation homosexuelle entre deux lycéens, et Victor Meutelet qui, quant à lui, avait également joué un jeune homosexuel en couple avec Rayane Bensetti dans la série Clem.

### Tournage
Réalisé avec le soutien financier de la région Occitanie dont il utilise abondamment les décors naturels, les monuments ainsi que les TER, le tournage s'est déroulé du 10 mai au 14 août 2017 dans l'Aude et les Pyrénées-Orientales soit 13 semaines de tournage dont 3 semaines à Céret (Pyrénées-Orientales).
Les scènes de montagne ont été tournées à La Llagonne, aux Angles, à Font-Romeu et à Mont-Louis ; les scènes de mer ont été tournées à Port-Vendres, à Cerbère et à Banyuls-sur-Mer ; les scènes de ville ont été tournées à Céret, à Perpignan (à la CCI, au Centre hospitalier, et dans des appartements privés), ainsi qu'à Montfort-sur-Boulzane, à Gincla, à Villefranche-de-Conflent, à Reynès, à Cabestany, à Saint-Paul-de-Fenouillet, et à Salses-le-Château.

### Fiche technique
- Titre : Les Innocents
- Réalisation : Frédéric Berthe
- Scénario : Didier Le Pêcheur & Delphine Labouret
- Montage : Gaétan Boussand & Mathieu Molinaro
- Son : Sam Cohen & David Goldenberg & Jean-François Viguié & Tabaskko
- Adaptation : Jarl Emsell Larsen
- Musique : Charlie Nguyen Kim, Une Musique & Terence Films
- Costumes : Florence Sadaune
- Société de production : Terence Films, TF1 Production, Fontana et RTBF
- Pays d'origine :  France,  Belgique
- Directeur de la photographie : William Watterlot
- Durée : 52 minutes[9]
- Budget : 1,2 million d'euros par épisode[9]

## Épisodes
Composée d'une seule saison de six épisodes, la série est diffusée du 7 au 21 janvier 2018 sur La Une, en Belgique, et du 11 au 25 janvier 2018 sur TF1 (rediffusion le lendemain sur HD1), en France, à raison de 2 épisodes par soirée, une fois par semaine.

### Épisode 1
- Belgique : 7 janvier 2018 sur La Une
- France : 11 janvier 2018 sur TF1

### Épisode 2
- Belgique : 7 janvier 2018 sur La Une
- France : 11 janvier 2018 sur TF1

### Épisode 3
- Belgique : 14 janvier 2018 sur La Une
- France : 18 janvier 2018 sur TF1

### Épisode 4
- Belgique : 14 janvier 2018 sur La Une
- France : 18 janvier 2018 sur TF1

### Épisode 5
- Belgique : 21 janvier 2018 sur La Une
- France : 25 janvier 2018 sur TF1

### Épisode 6
- Belgique : 21 janvier 2018 sur La Une
- France : 25 janvier 2018 sur TF1

## Accueil

### Audiences en France
| Épisode | Jour de diffusion     | Audience moyenne          | Audience moyenne | Ref.   |
| ------- | --------------------- | ------------------------- | ---------------- | ------ |
| Épisode | Jour de diffusion     | Nombre de téléspectateurs | PDM              | Ref.   |
| 1       | Jeudi 11 janvier 2018 | 6 320 000                 | 26,8 %           | [ 13 ] |
| 2       | Jeudi 11 janvier 2018 | 5 900 000                 | 30,6 %           | [ 13 ] |
| 3       | Jeudi 18 janvier 2018 | 6 070 000                 | 25,6 %           | [ 13 ] |
| 4       | Jeudi 18 janvier 2018 | 5 500 000                 | 28,6 %           | [ 13 ] |
| 5       | Jeudi 25 janvier 2018 | 6 200 000                 | 26,2 %           | [ 14 ] |
| 6       | Jeudi 25 janvier 2018 | 5 820 000                 | 29,4 %           | [ 14 ] |